# Niklas Frank
Niklas Frank, född 9 mars 1939 i München, är en tysk journalist och författare. Han är son till Hans Frank, som under andra världskriget var ståthållare i Generalguvernementet, det polska territorium som ockuperades av Tyskland.  Hans gudfar var Adolf Hitler.
År 1987 publicerade Frank boken Der Vater, som fördömer fadern.
Han intervjuas 2016 om sitt liv, av Anja Kontor i SVT:s dokumentärserie När Livet Vänder.